# RM-1
La RM-1 o autovía Santomera-San Javier es una autovía autonómica de la Región de Murcia que tras su puesta en funcionamiento unirá Santomera con la población costera de San Javier. Su trazado está construido en gran parte sobre la antigua RM-301.
Será un eje viario importante ya que formará parte del Eje Almansa-Yecla-San Javier que pretende aliviar el tráfico de las autovías A-30 y A-31. Asimismo, será parte del nuevo eje de circunvalación de la ciudad de Murcia, junto con  la MU-30 y los Arcos Norte y Noroeste.
Paralelamente a la autovía se ha construido un carril bici de 2,5 metros de ancho que transcurre a lo largo de toda la autovía.

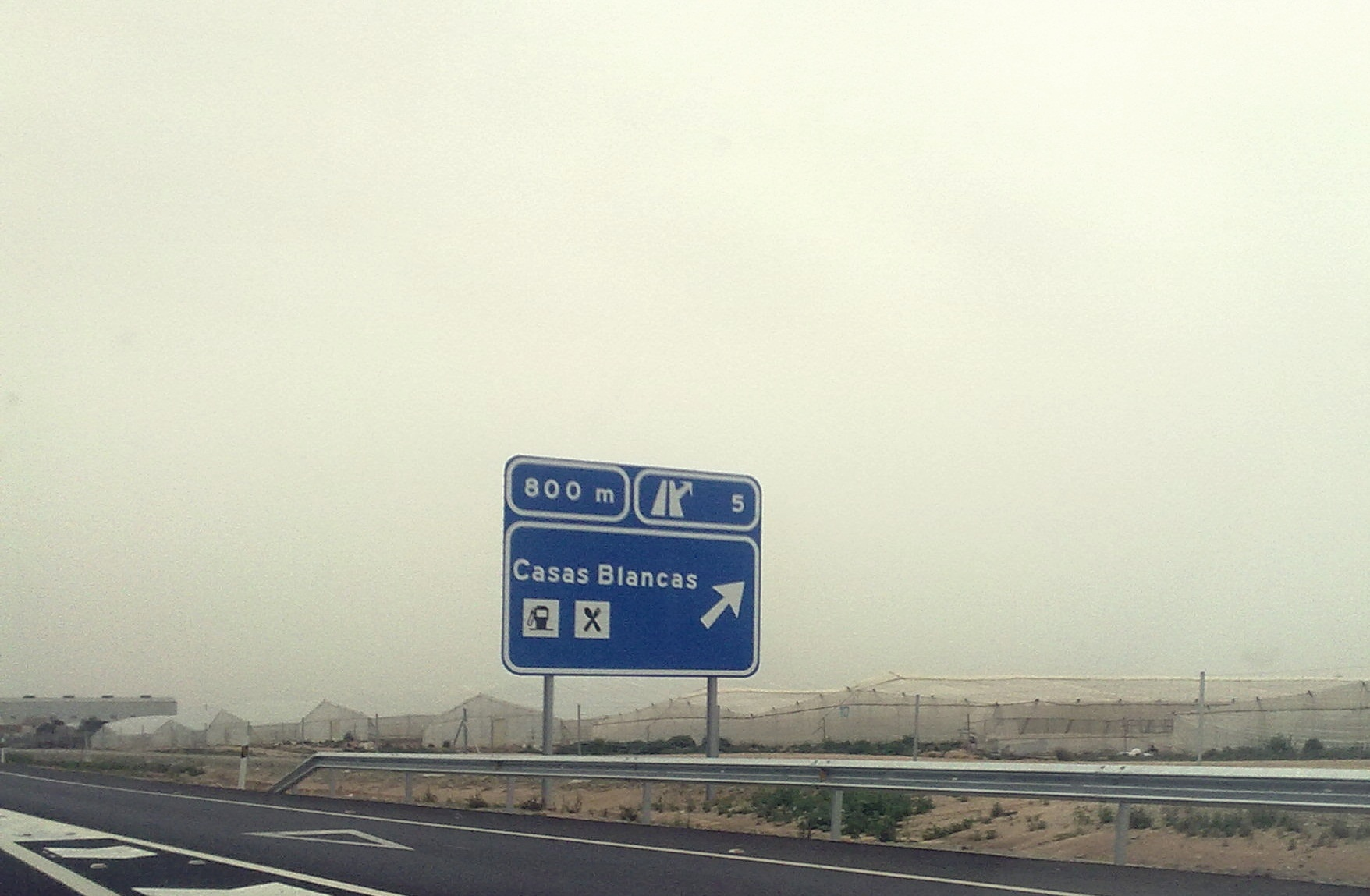
Salida de Casas Blancas.

Tras un acuerdo con el Ministerio de Fomento, se acordó dividir la construcción de la autovía en dos tramos. El primero, entre San Javier y Zeneta sería construido y financiado por la Comunidad Autónoma, mientras que el segundo, entre Zeneta y Santomera sería construido también por la Comunidad Autónoma pero financiado por el Ministerio de Fomento.
El primer tramo de la RM-1 fue inaugurado por el Presidente de la Comunidad Autónoma de la Región de Murcia, Ramón Luis Valcárcel el miércoles 23 de diciembre de 2009 en Sucina.
El 23 de enero de 2018 salió a información pública el proyecto del tramo pendiente de construir, entre Zeneta y Santomera.

## Tramos
| Denominación | Tramo                                                             | km   | Año servicio / Estado (2025)                                                                       |
| ------------ | ----------------------------------------------------------------- | ---- | -------------------------------------------------------------------------------------------------- |
| RM-1         | San Javier AP-7 - Zeneta                                          | 29,4 | 2009                                                                                               |
|              | Zeneta - Santomera Subtramo: Zeneta - Beniel RM-330               | 3,3  | En redacción de proyecto (pendiente someter a información pública) (pendiente licitación de obras) |
|              | Zeneta - Santomera Subtramo: Beniel RM-330 - Santomera Sur RM-303 | 4,4  | En redacción de proyecto (pendiente someter a información pública) (pendiente licitación de obras) |
|              | Zeneta - Santomera Subtramo: Santomera Sur RM-303 - Enlace A-7    | 4,3  | Proyecto caducado (pendiente relicitación de proyecto) (pendiente licitación de obras)             |

## Salidas
| Velocidad | Esquema | Salida | Sentido Santomera                                     | Sentido San Javier                             | Carretera     | Notas |
| --------- | ------- | ------ | ----------------------------------------------------- | ---------------------------------------------- | ------------- | ----- |
|           |         |        | RM-1                                                  | RM-301                                         |               |       |
|           |         |        | Santomera 37 Zeneta 28                                | San Javier 2                                   | AP-7 RM-301   |       |
|           |         | 3      | El Mirador San Cayetano                               | El Mirador San Cayetano                        | RM-F23        |       |
|           |         | 5      | Casas Blancas                                         | Casas Blancas                                  |               |       |
|           |         | 7      | Avileses Cuevas de Marín                              | Avileses Cuevas de Marín                       | RM-301        |       |
|           |         | 11     | Sucina                                                | Sucina                                         | RM-301        |       |
|           |         | 13     | Sucina                                                | Sucina                                         | RM-301 RM-F19 |       |
|           |         | 19     | Cambio de sentido                                     | Cambio de sentido                              |               |       |
|           |         | 22     | Venta de los Pinos Las Casas                          | Venta de los Pinos Las Casas                   | RM-301        |       |
|           |         | 24     | Urbanizaciones Cañadas de San Pedro Torremendo        | Urbanizaciones Cañadas de San Pedro Torremendo | RM-301 RM-F18 |       |
|           |         | 26     | Embalse de la Pedrera                                 | Embalse de la Pedrera                          | RM-310        |       |
|           |         | 29     | Zeneta-Beniel Bigastro Los Ramos-Torreagüera Beniaján | Los Ramos Zeneta Beniel                        | RM-301 RM-F16 |       |
|           |         |        | Murcia 12                                             | San Javier 30                                  | MU-30         |       |
|           |         |        | MU-30 Enlace con Autovía del Reguerón                 | RM-1 Enlace con Autovía del Reguerón           |               |       |